# Гарден-Сити (Айдахо)
Га́рден-Си́ти (англ. Garden City) — город в округе Эйда штата Айдахо, США. Гарден-Сити почти полностью находится в пределах города Бойсе, однако обладает собственным управлением.

## История
История города неразрывно связана с рекой Бойсе, на которой он расположен. На берегах реки селились индейцы. На высоком участке берега, известном как «Государственный остров» (англ. "Government Island") располагалась военная база, а затем пастбища, используемые кавалерией. Берега часто затапливались рекой, благодаря чему на территории города образовались плодородные наносы из ила. В 1920-е годы территория «острова» была выкуплена местным предпринимателем. До 1940-х годов на этой территории китайцы возделывали небольшие сады, снабжавшие продовольствием местных жителей и горняков. Со временем, однако, китайцев выселили, и на территории будущего города осталось всего две семьи. Напоминанием о китайских садах служит название главной улицы Чинден (англ. Chinden): оно составлено из слов «китайский» и «сад» (англ. chinese + garden). Гарден-Сити был основан в 1949 году как место для проведения азартных игр. Изначально он был лишь деревней, и его площадь составляла лишь около 0,4 км². Азартные игры послужили толчком к развитию Гарден-Сити: была проведена канализация, водопровод и уличное освещение. Однако легислатурой штата от 1953 года азартные игры были объявлены вне закона, из-за чего Гарден-Сити оказался на грани исчезновения. Тем не менее, в 1967 году ему был присвоен статус города. Спустя несколько лет в состав города вошли земли на западе и севере от него, в том числе два аэропорта, на территории которых были реализовано несколько строительных проектов. Гарден-Сити является частью агломерации Бойсе.

## Описание
Гарден-Сити расположен на севере округа Эйда. Средняя высота города — 793 м. Площадь города составляет 10,8 км², из которых 0,1 км² (0,93 %) занято водной поверхностью.
По данным переписи 2010 года, население Гарден-Сити составляло 10 972 человека. Плотность населения равна 1015 чел./км². Средний возраст населения — 43 года и 2 месяца. Половой состав населения: 48,4 % — мужчины, 51,6 % — женщины. Расовый состав населения по данным на 2010 год:
- белые — 86,2 %;
- афроамериканцы — 1,0 %;
- индейцы — 1,1 %;
- азиаты — 1,4 %;
- океанийцы — 0,1 %;
- две и более расы — 3,1 %.

|                                                             | \| Климатограмма Гарден-Сити \| Климатограмма Гарден-Сити \| Климатограмма Гарден-Сити \| Климатограмма Гарден-Сити \| Климатограмма Гарден-Сити \| Климатограмма Гарден-Сити \| Климатограмма Гарден-Сити \| Климатограмма Гарден-Сити \| Климатограмма Гарден-Сити \| Климатограмма Гарден-Сити \| Климатограмма Гарден-Сити \| Климатограмма Гарден-Сити \| \| ----------------------------------------------------------- \| ------------------------- \| ------------------------- \| ------------------------- \| ------------------------- \| ------------------------- \| ------------------------- \| ------------------------- \| ------------------------- \| ------------------------- \| ------------------------- \| ------------------------- \| \| Я \| Ф \| М \| А \| М \| И \| И \| А \| С \| О \| Н \| Д \| \| 31.5 3 −4 \| 26.2 7 −2 \| 35.3 13 1 \| 31.2 17 4 \| 35.3 22 8 \| 17.5 27 12 \| 8.4 33 16 \| 6.1 32 16 \| 14.7 26 11 \| 19.0 18 5 \| 34.3 9 0 \| 39.4 3 −4 \| \| Температура в °C • Сумма осадков в мм Источник: weather.com \| \| \| \| \| \| \| \| \| \| \| \| |           |           |           |            |           |           |            |           |          |           |
| Климатограмма Гарден-Сити                                   | |           |           |           |            |           |           |            |           |          |           |
| Я                                                           | Ф | М         | А         | М         | И          | И         | А         | С          | О         | Н        | Д         |
| 31.5 3 −4                                                   | 26.2 7 −2 | 35.3 13 1 | 31.2 17 4 | 35.3 22 8 | 17.5 27 12 | 8.4 33 16 | 6.1 32 16 | 14.7 26 11 | 19.0 18 5 | 34.3 9 0 | 39.4 3 −4 |
| Температура в °C • Сумма осадков в мм Источник: weather.com | |           |           |           |            |           |           |            |           |          |           |

### Данные по динамике численности населения
- Moffatt, Riley. Population History of Western U.S. Cities & Towns, 1850—1990. Lanham: Scarecrow, 1996, 93
- Subcounty population estimates: Idaho 2000-2007 (CSV). United States Census Bureau, Population Division (18 марта 2009). Дата обращения: 8 мая 2010. Архивировано из оригинала 26 сентября 2008 года.